# Mistrovství Evropy v judu 1974
Mistrovství Evropy se konalo v Londýně ve Spojeném království 2.-4. května 1974.

## Výsledky
| Kategorie | Zlato                      | Stříbro                    | Bronz                    | Bronz                        |
| --------- | -------------------------- | -------------------------- | ------------------------ | ---------------------------- |
| -63 kg    | Serhij Melnyčenko (URS)UKR | Danny Da Costa (GBR)       | Michel Algisi (FRA)      | Šengeli Picchelauri (URS)GEO |
| -70 kg    | Günter Krüger (GDR)        | Valerij Dvojnikov (URS)UKR | Engelbert Dörbandt (FRG) | Gérard Gautier (FRA)         |
| -80 kg    | Jean-Paul Coche (FRA)      | Antoni Reiter (POL)        | Adam Adamczyk (POL)      | Bob Debelius (GBR)           |
| -93 kg    | Goran Žuvela (YUG)CRO      | Günther Neureuther (FRG)   | David Starbrook (GBR)    | Dietmar Lorenz (GDR)         |
| +93 kg    | Givi Onašvili (URS)GEO     | Chris Dolman (NED)         | Rémi Berthet (FRA)       | Wolfgang Zuckschwerdt (GDR)  |